# Kościelniki Średnie (przystanek kolejowy)
Kościelniki Średnie – zlikwidowany przed 1979 rokiem przystanek osobowy w Kościelnikach Średnich na linii kolejowej nr 337 Lubań Śląski – Leśna, w powiecie lubańskim, w województwie dolnośląskim, w Polsce.